# Euphraios
Euphraios (en grec ancien Εὐφραῖος) est un philosophe grec originaire de la ville d’Oraioi en Eubée, disciple de Platon. Denys de Syracuse et Euphraios tentèrent en vain d’enseigner la géométrie et la dialectique à Perdiccas III de Macédoine, comme exigé par Platon.

## Histoire
Platon parle de lui dans un courrier apocryphe, la Lettre V, dans laquelle il le recommande à Perdiccas III de Macédoine pour sa sagesse dans le conseil lors de discours politiques. Mais même si les historiens considèrent la Lettre V de Platon comme apocryphe, les faits qui concernent Euphraios d’Eubée sont confirmés par Athénée. Euphraios séjourne un temps à la cour macédonienne, puis meurt en résistant au parti macédonien de sa ville. Démosthène parle de lui dans sa Troisième Philippique. Athénée dit également que Speusippe, ayant appris que Philippe parlait en mal de Platon, a écrit une lettre dans laquelle il dit que Philippe doit la royauté à Platon, qui envoya Euphraios à Perdiccas dans le but également de détacher une province en faveur de Philippe : Philippe y entretint des troupes, et à la mort de Perdiccas, ses troupes toutes prêtes, il s’empara du pouvoir.

## Les versions sur sa mort
Selon la Lettre V de Platon, il s’est suicidé en se transperçant d’un poignard après avoir vainement tenté, lors d’ambassades entre autres, de lutter contre Philistidès, tyran imposé à sa ville par Philippe II de Macédoine.
Selon Athénée, Euphraios était un méchant homme médisant, qui réduisit l’entourage de Perdiccas à des géomètres et des philosophes. D’après l’historien Carystios de Pergame dans son ouvrage intitulé Commentaires Historiques, Parménion le rencontrant à Orée, le tua.